# 涅瓦湾

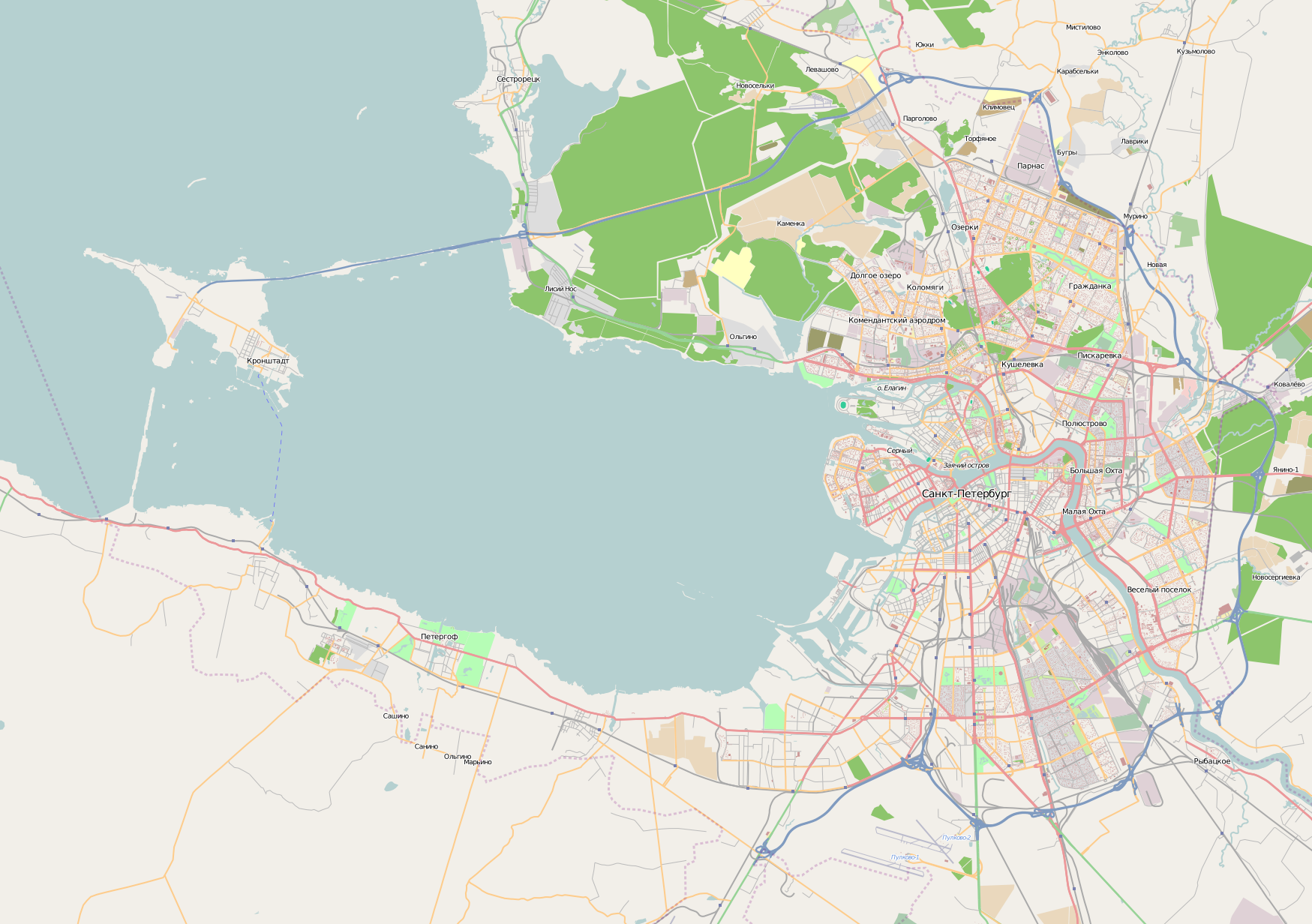
涅瓦湾地形图

涅瓦湾 （俄语：Невская губа）位于芬兰湾的最东端，处于科特林岛和涅瓦河之间，圣彼得堡就位于岸邊。
2011年完工的聖彼得堡大壩将涅瓦湾从波罗的海海湾分开。涅瓦湾面积329平方公里；是俄罗斯的内海。大坝隔开的水域面积为380平方公里。整个海岸线被划定为圣彼得堡直辖市的一部分，而非列宁格勒州。
59°57′N 30°00′E / 59.950°N 30.000°E